# Nu Pegasi
Nu Pegasi (22 Pegasi) é uma estrela na direção da constelação de Pegasus. Possui uma ascensão reta de 22h 05m 40.69s e uma declinação de +05° 03′ 29.8″. Sua magnitude aparente é igual a 4.91. Considerando sua distância de 263 anos-luz em relação à Terra, sua magnitude absoluta é igual a 0.32. Pertence à classe espectral K4III.